# Fernando Cos-Gayón y Pons
Fernando Cos-Gayón y Pons (Lleida, 27 de maig de 1825-Madrid, 20 de desembre de 1898), periodista i polític espanyol, va ser ministre d'Hisenda durant el regnat d'Alfons XII cartera que repetiria al costat de les de ministre de Justícia i ministre de Governació durant la regència de Maria Cristina d'Habsburg-Lorena.

## Biografia
D'origen muntanyès (la casa pairal estava propera al poble de Cabezón de la Sal), era fill d'un brigadier i d'antuvi era destinat a la professió militar, encara que des de molt jove va començar a mostrar la seva inclinació literària i la seva activitat com a periodista i va arribar en poc temps a ser redactor de prestigioses publicacions de llavors, com La Primavera, El Heraldo, La Ilustración, El Occidente, La Época, Semanario Pintoresco Español i la Revista de España on va dirigir la secció estrangera per molts anys. El seu primer lloc polític d'importància va ser el de promotor fiscal de Madrid en 1853. En 1857 era oficial del Ministeri de Governació i abans de Revolució de 1868 va ocupar diferents llocs en els ministeris de la Governació i de Fomento, entre altres el de censor dels teatres del Regne, director de la Gaceta de Madrid (actual BOE) i secretari de la Intendència de la Reial Casa i Patrimoni.
Amb l'arribada de la Restauració borbònica i l'ascens al poder del seu amic personal Cánovas del Castillo, líder del Partit Conservador, inicia la seva carrera política en 1875 com a director general de Contribucions per a continuació obtenir acta de diputat al Congrés dels Diputats per la circumscripció de Múrcia en les eleccions de 1876 i 1879. En les successives eleccions celebrades entre 1881 i 1898 obtindrà un escó per Lugo.
Durant la seva etapa com a diputat continuarà ocupant tot un seguit d'alts càrrecs públics i polítics, regits pels vaivens ideològics provocats pel "torn de partits" entre la seva pròpia formació política i el Partit Liberal de Práxedes Mateo Sagasta. Així és nomenat vicepresident de les Corts Espanyoles en 1879, sotssecretari d'Hisenda en 1880 i, a partir de llavors titular de diverses carteres ministerials.
Va ser ministre d'Hisenda en tres ocasions: entre el 19 de març de 1880 i el 8 de febrer de 1881, entre el 18 de gener de 1884 i el 27 de novembre de 1885 i, entre el 5 de juliol de 1890 i el 23 de novembre de 1891, a sengles governs presidits per Cánovas.
Posteriorment va ser ministre de Gracia i Justícia entre el 23 de novembre de 1891 i l'11 de desembre de 1892 i ministre de Governació entre el 23 de març de 1895 i el 4 d'octubre de 1897 en ambdues ocasions també en gabinets Cánovas.
Malgrat ocupar càrrecs d'alt nivell, Fernando Cos-Gayón va mantenir tota la seva vida la seva faceta literària i periodística, sent acadèmic de la Reial Acadèmia de Ciències Morals i Polítiques i publicant articles, llibres, manuals i cròniques de forma constant fins a la seva mort.

## Obres
- Historia de la administración pública de España (1851).
- Monografías diversas en la Revista de España.